# Van Laack
van Laack è un’industria tessile tedesca con sede a Mönchengladbach. L’azienda è famosa per le camicie di alta qualità. Quattro fabbriche in Tunisia, una a Mönchengladbach, a Hanoi e in Indonesia producono annualmente circa 1,4 milioni di pezzi, di cui circa 50.000 tagli.
L’azienda è associata alla rete teXellence.

## Storia dell'azienda
Nel 1881 Heinrich van Laack e i suoi soci Wilhelm Schmitz e Gustav Eltschig fondarono l’azienda a Berlino in Greifswalder Strasse Nr 5. Lì oggi, sulla facciata, vi è una lastra commemorativa con le iniziali del fondatore.
Nel 1920 fu inglobata l’azienda della tedesco-americana Mrs Bennaton, poiché i tre fondatori non avevano nessun discendente a cui lasciare l’eredità. Durante gli anni 20 la camicia divenne uno dei primi prodotti griffati della branca di abbigliamento, su cui van Laack basò il suo guadagno primario. Lo slogan “van Laack –  Das königliche Hemd" ("van Laack – la camicia regale") è tutt'oggi il tratto distintivo dell'azienda.
Nel 1930 l’azienda di Mrs Bennatons fu assunta da Neffen Alfons Schnoeckel, che la gestì fino alla seconda guerra mondiale.
Durante la Seconda guerra mondiale la fabbrica fu ripetutamente bombardata. Dopo la guerra Schnoeckel fu spodestato dall'amministrazione militare sovietica in Germania. Si trasferì a Mönchengladbach e conobbe Heinrich Hoffmann. Questo acquistò l’azienda, spostando la sede a Mönchengladbach, riallestendola.
Nel 1970 Rolf Hoffmann si appropriò dell’azienda del padre, espandendosi, rilasciando nel 1972 la prima collezione da donna di van Laack e nel 1983 entrando nel mercato delle cravatte e della biancheria per la notte.
Nel 1986 Hoffmann vendette l’azienda al Management-Holding Delton AG tramite concorso. Nei primi anni sotto la Delton AG, l’azienda conseguì un importante fatturato di rendita e poté affermarsi leader di vendite indiscusso nel segmento di lusso.
Negli anni 90 l’azienda si vide in concorrenza nel mercato delle camicie con etichette come Boss e Joop. Il Management voleva la sua percentuale di mercato attraverso il programma Total Look, un outfit completo dalla biancheria fino alle giacche, e salvaguardare Flagshipstores a Nobellagen. Perciò investì nel progetto un importo milionario, senza però avere successo.
Intorno al 2000 Delton cercò inutilmente un compratore. Nel 2002 Christian von Daniels acquistò l’azienda. Tra le altre cose, portò l’azienda di nuovo nella zona di guadagno attraverso un ringiovanimento del mercato e un’offensiva di qualità.
Nel settembre del 2009 van Laack ha aperto nel suo sito internet un negozio online entrando a far parte della piattaforma e-commerce. L’azienda abbraccia tutti e cinque i continenti: gestisce circa 90 Mono-Stores e negozi Shop-in-Shop.

## Prodotti
L’azienda produce camicie da uomo, così come collezioni da uomo e da donna e accessori.

## Numeri di mercato
|                          | 2002/03* | 2003/04 | 2004/05 | 2005/06 | 2006/07 | 2007/08** |
| ------------------------ | -------- | ------- | ------- | ------- | ------- | --------- |
| Fatturato in Mio. Euro   | 32,45    | 32,28   | 37,73   | 43,45   | 50,20   | 57,00     |
| Guadagno*** in Mio. Euro | −0,20    | 1,74    | 3,06    | 4,69    | 7,30    | 9,00      |

* = Anno commerciale terminato il 30 Aprile.
** = Stimato.
*** = di interessi e tasse.

## Fonti
- Storia dell'azienda su vanlaack.de
- Auf Tuchfühlung, manager magazin edizione speciale, 9 ottobre 2007, pagina 118.